# علي شقير
علي شقير ، ممثل لبناني.

## عن حياته
له العديد من الأعمال التلفزيونية.

## من أعماله

### المسلسلات
- إمام الفقهاء
- الغالبون
- امرأة من زمن الحب
- عز الدين القسام
- أبو جعفر المنصور
- باب المراد - الريان بن الصلت

## دوبلاج
- أميرة الروم
- خاتم الرسل
- أرض الطف
- موكب الإباء
- غريب طوس
- التفاني و الإيثار
- الهوية الضائعة
- يوم الواقعة
- هيهات منا الذلة

- بين الحلم و اليقظة

## روابط خارجية
- علي شقير على موقع قاعدة بيانات الأفلام العربية